# 赤武酒造
赤武酒造株式会社（あかぶしゅぞう）は、岩手県盛岡市にて清酒製造業を行う酒蔵である。
東北地方太平洋沖地震（東日本大震災）による津波のため本社工場流失。2013年（平成25年）より上閉伊郡大槌町から移転し盛岡市に「盛岡復活蔵」を建設し酒造りを再開した。

## 略歴
- 1896年 - 創業。
- 1970年 - 生活協同組合に酒類を直販する協同組合に参加。岩手県、青森県を受け持ち区域とし、統一銘柄「虹の宴」を生産[1]。
- 2011年 - 東北地方太平洋沖地震（東日本大震災）による津波のため本社工場流失。
- 2013年 - 盛岡市に「盛岡復活蔵」を建設。
- 2018年（平成30年）3月1日 - 本社を大槌町から盛岡市へ移転[2]。